# 盛岡市立高等学校
盛岡市立高等学校（もりおかしりつこうとうがっこう）は、岩手県盛岡市にある市立高等学校。

## 設置学科
全日制課程　
- 普通科
  - 特別進学コース（Aコース）
  - Bコース
- 商業科

## 沿革

### 盛岡実践女学校・盛岡女子商業学校
- 1920年4月1日　盛岡実践女学校として創設。
- 1925年4月23日　盛岡女子商業学校と改称。
- 1940年3月30日　盛岡市に移管　盛岡市立女子商業学校と改称。
- 1948年4月11日　学制改革により盛岡市立女子商業高等学校と改称。

### 盛岡市立第一高等女学校
- 1940年4月1日　盛岡市立第一高等女学校創設。
- 1948年4月11日　学制改革により盛岡市立女子高等学校と改称。

### 盛岡市立高等学校
- 1949年4月1日　両高等学校を統合し、盛岡市立高等学校と改称。
- 1959年4月1日　普通科男子募集開始。
- 1982年3月21日　現校地の新校舎に移転。
- 1982年4月1日　英語科設置。商業科も男女共学となり、全学科男女共学となる。
- 2000年10月17日　創立80周年記念式典。
- 2014年4月1日　英語科募集停止。

## 部活動
男子新体操部・男子バスケットボール部は全国レベルの実力がある（男子バスケットボール部：平成19年WINTER CUPにおいて全国ベスト8入賞）。

## 著名な出身者
- 太田貴 - 元プロ野球選手、投手
- 鳴尾直軌 - 元プロサッカー選手、現アルビレックス新潟U-18監督
- 斎藤智美 - 元バスケットボール選手
- 田中舘洸 - バスケットボール選手
- 晴山ケビン - バスケットボール選手
- 吉田光彦 - 漫画家
- 三原葉子 - 女優
- 村田林藏 - 日本画家
- 日下歩睦（中退） - アイドル、作詞・作曲家
- 林下清志（ビッグダディ） - 実業家

## 所在地
- 岩手県盛岡市上太田上川原96
北緯39度41分56.9秒 東経141度5分11.7秒 / 北緯39.699139度 東経141.086583度

## 交通
- JR東日本・IGRいわて銀河鉄道盛岡駅より岩手県交通｢409｣に乗車。「市立高校」終点下車[1]。